# 有明浜

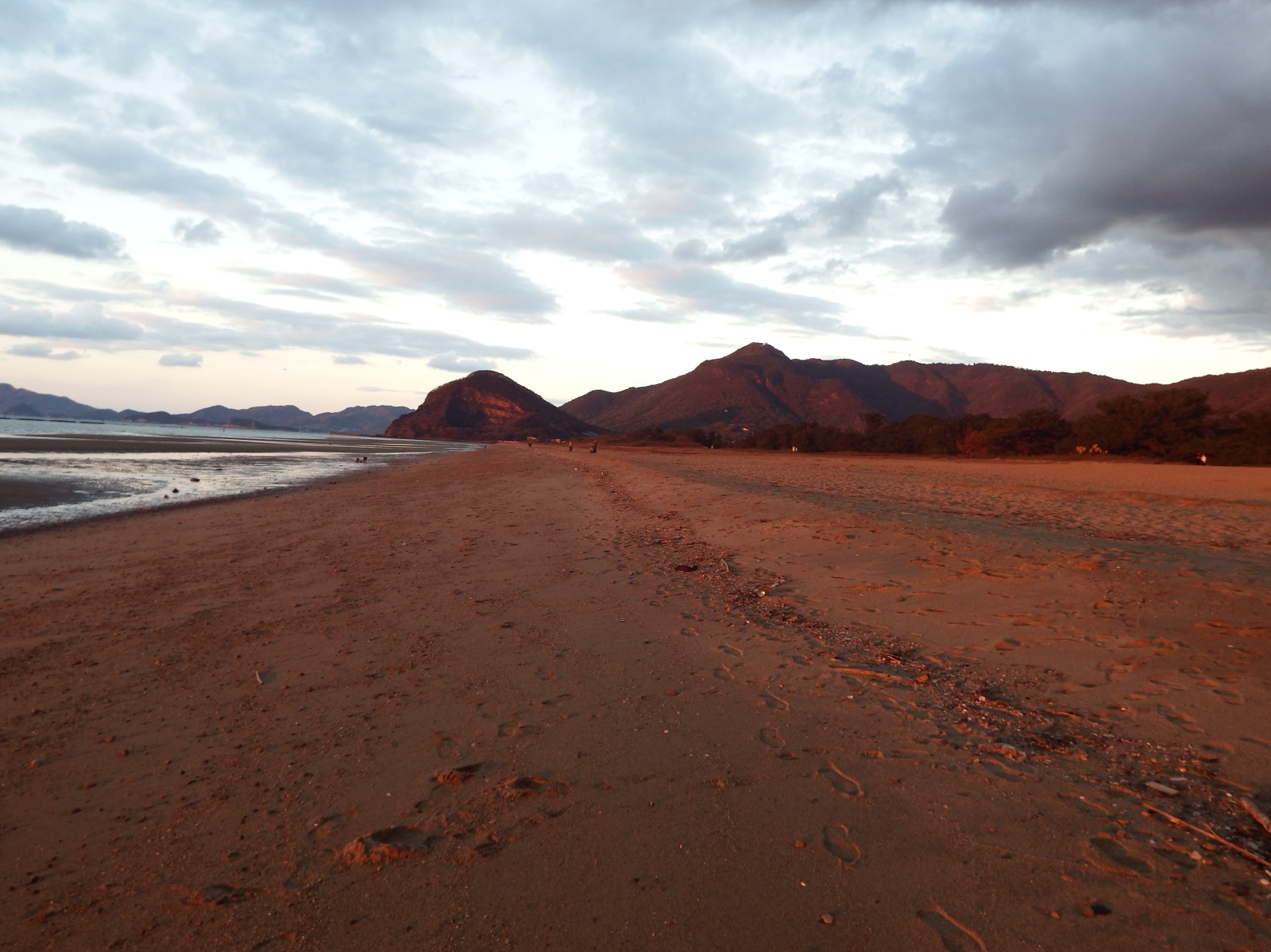
有明浜の夕景

有明浜（ありあけはま）、有明海岸（ありあけかいがん）は、香川県観音寺市室本町、八幡町、有明町にかけての瀬戸内海に面した約2000mに渡る砂浜。日本の渚百選に選ばれている。有明浜海水浴場があって夏場には多くの海水浴客で賑わい、日本の水浴場55選と日本の水浴場88選に選ばれている。また、県内でも有数の海浜植物の群生地があり、「有明浜の海浜植物群落」として観音寺市指定天然記念物に指定されている。琴弾公園山頂の展望台では銭型砂絵をはじめ、有明海岸を一望できる。

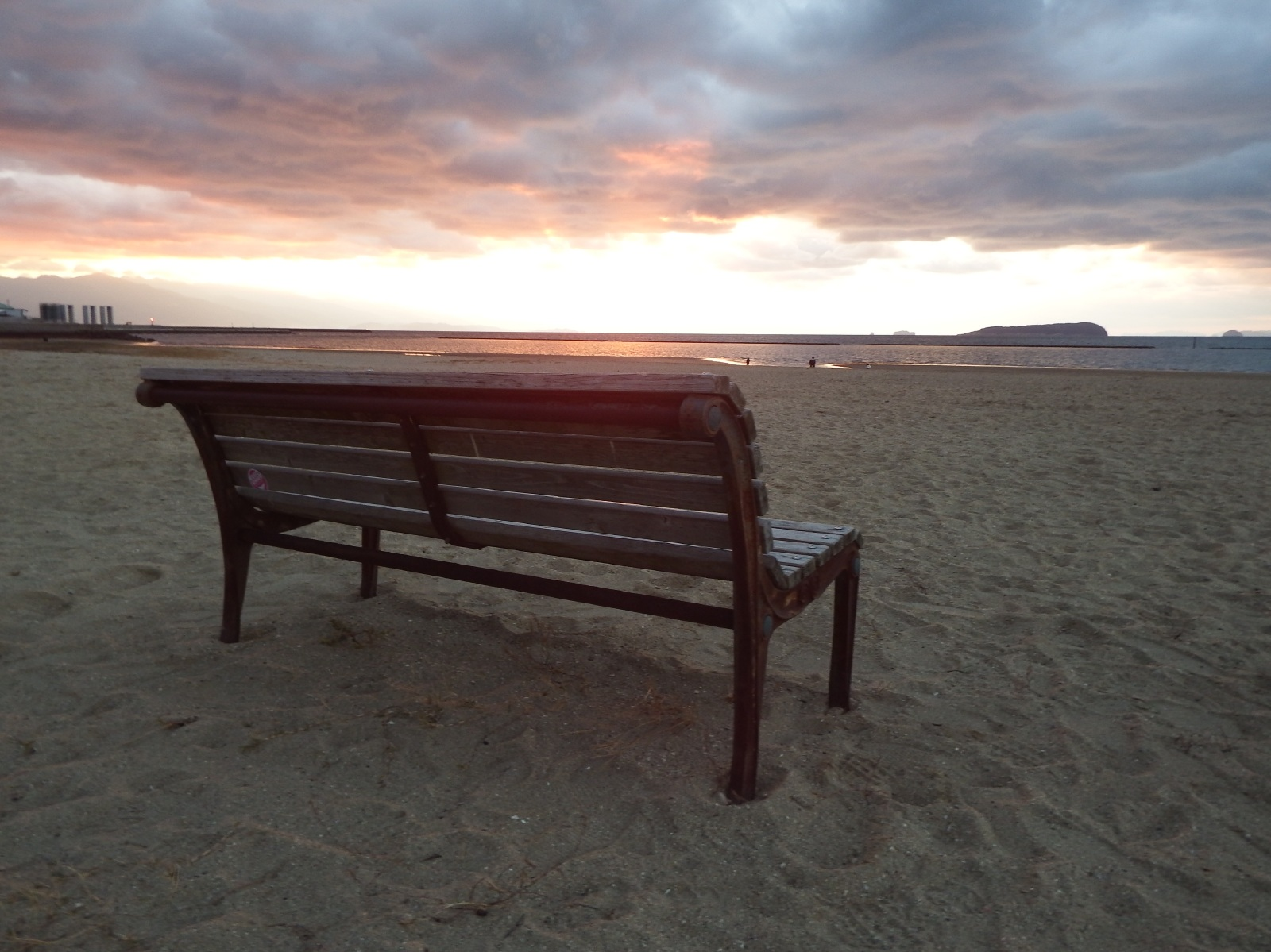
浜のベンチ

## 周辺

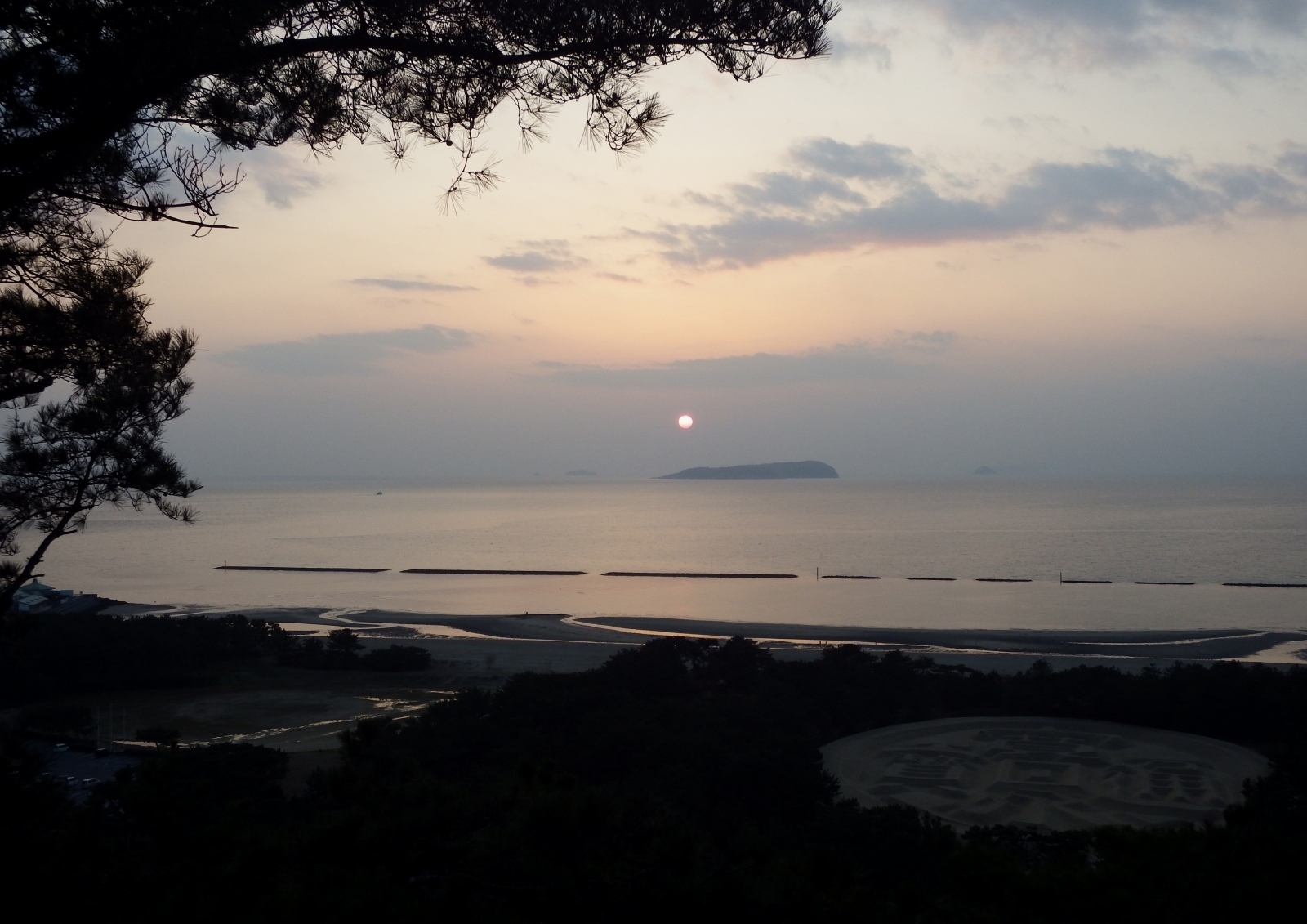
有明浜の夕景

- 琴弾公園
  - 銭形砂絵
  - 琴弾山
- 琴弾八幡宮
- 神恵院

## 有明浜が舞台・ロケ地の作品
映画
- 青春デンデケデケデケ（1992年）
- Dolls（2002年）
- 曲がれ!スプーン（2009年）